# Plätze in Rom
Die Plätze in Rom setzen historische, architektonische und touristische Akzente, die einen Großteil der besonderen Atmosphäre der „ewigen Stadt“ ausmachen. Dieser Artikel befasst sich mit den bedeutendsten und bekanntesten Platzanlagen Roms.

## Piazza del Campidoglio

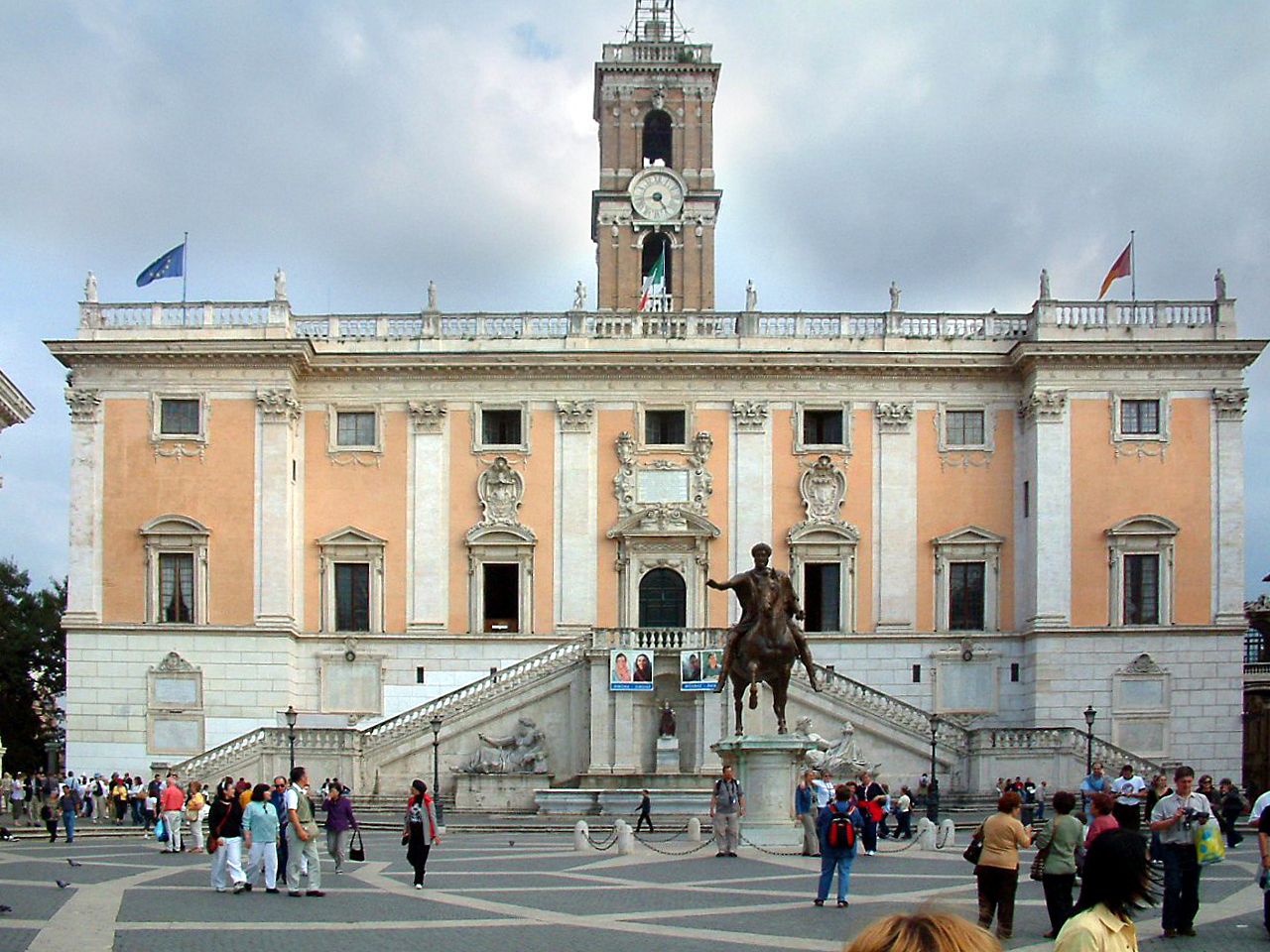
Kapitolsplatz

Die trapezförmige Piazza del Campidoglio (der Kapitolsplatz) auf dem kapitolinischen Hügel wurde in ihrer heutigen Form von Michelangelo geplant, einschließlich des Sternenmusters, das in weißem Marmor in den Platzbelag eingelassen ist. In der Platzmitte erhebt sich das Reiterstandbild des Marc Aurel (eine Kopie – das Original steht gleich nebenan in den Kapitolinischen Museen). Auf drei Seiten wird der Platz von Renaissancepalästen umgeben: hinten der Senatorenpalast (Palazzo Senatorio), links der Konservatorenpalast (Palazzo dei Conservatori) und rechts der Neue Palast (Palazzo Nuovo). Nach vorn öffnet sich der Platz zur großen Freitreppe (der Cordonata), die von unten herauf führt und die oben rechts und links von den Statuen von Kastor und Pollux begrenzt wird. Konservatorenpalast und Neuer Palast beherbergen die Kapitolinischen Museen mit Ausstellungsstücken von Weltrang. Geht man durch die Lücke zwischen Senatorenpalast und Konservatorenpalast hindurch, kommt man auf eine Terrasse, von der aus man das Forum Romanum komplett überblicken kann. Im Palazzo Caffarelli bietet sich von der Terrasse des Museumscafés (freier Zugang) ein atemberaubender Blick über die Altstadt hinüber zum Vatikan. Im Sommer gibt es auf dem Kapitolsplatz kostenlose Konzertveranstaltungen.

## Piazza Venezia

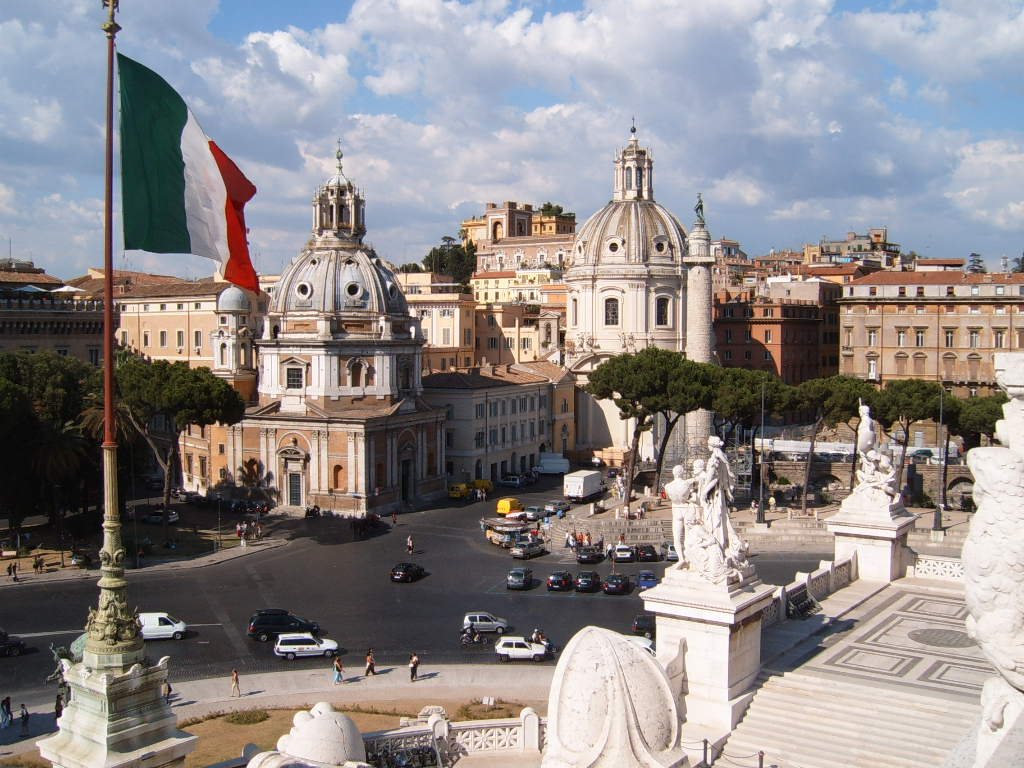
Piazza Venezia

Die Piazza Venezia zu Füßen des Kapitolhügels gilt als das verkehrsreiche Herz Roms. Auf der Südseite des rechteckigen Platzes erhebt sich das Vittorio-Emanuele-Monument (Monumento Nazionale a Vittorio Emanuele II), von den Römern scherzhaft die Schreibmaschine genannt. Die Westseite des Platzes wird eingenommen von der Renaissancefassade des Palazzo Venezia, der kurze Zeit als Papstpalast diente und danach von 1564 bis 1797 die venezianische Vertretung beim Kirchenstaat beherbergte.

## Piazza Farnese
Die Piazza Farnese vor dem von Michelangelo erbauten Renaissancepalast der Familie Farnese besticht durch ihre klare Nüchternheit. Zwei große Steinwannen aus den Caracallathermen wurden in die beiden Brunnen auf dem Platz integriert.

## Campo de’ Fiori
Auf dem Campo de’ Fiori wird seit 1869 an jedem Werktag Markt abgehalten. Früher fanden hier Spiele, Pferderennen und Hinrichtungen statt. Am 17. Februar 1600 wurde auf dem Campo der Philosoph Giordano Bruno verbrannt, dessen Denkmal sich heute in der Platzmitte befindet. Abends ist der Platz ein beliebter Treffpunkt mit vielen Bars und Restaurants. Der Campo ist der einzige größere Platz in Rom ohne Kirche.

## Piazza Navona
Die Piazza Navona befindet sich an der Stelle, an der Kaiser Domitian ein Stadion für Wagenrennen erbauen ließ. Die Form des Platzes entspricht der langgezogenen, ovalen Form des Stadions. Die umgebenden Gebäude sind auf den Fundamenten der Stadiontribünen errichtet. Um 1500 nutzte man den Platz für Stierkämpfe. Im 18. Jahrhundert überflutete man den Platz, um auf dem so entstandenen künstlichen See Bootsfahrten zu ermöglichen. Seit Beginn der Neuzeit ist die Piazza Navona das Zentrum des römischen Karnevals. Drei barocke Brunnen schmücken die Piazza Navona: Berninis Vierströmebrunnen im Zentrum sowie der Mohren- und der Neptunbrunnen an den beiden Enden des Platzes. In der Mitte der westlichen Platzseite erhebt sich Borrominis barocke Kirche Sant’Agnese in Agone. Auf dem Platz drängen sich den ganzen Tag und auch abends die Touristen. Dementsprechend gibt es hier jede Menge Souvenirverkäufer, Gaukler, Straßenmaler, Cafés und Restaurants.

## Piazza della Rotonda
Die Piazza della Rotonda ist der beeindruckende Vorplatz des Pantheons. Auf dem Platz befindet sich ein Brunnen mit dem  Obelisco Macuteo.

## Piazza della Minerva
Auf der Piazza della Minerva vor der Kirche Santa Maria sopra Minerva steht ein Kleinod: Berninis kleiner Marmorelefant mit dem Obelisco della Minerva auf seinem Rücken.

## Piazza Colonna
An der Piazza Colonna mit der riesigen Triumphsäule des Kaisers Marc Aurel konzentriert sich das politische Rom. Im Palazzo Chigi sitzt der italienische Ministerpräsident, daneben tagt das Parlament im Palazzo Montecitorio, den die Römer wegen seiner an einen Ozeandampfer erinnernden Größe spöttisch Transatlantico nennen.

## Piazza del Popolo

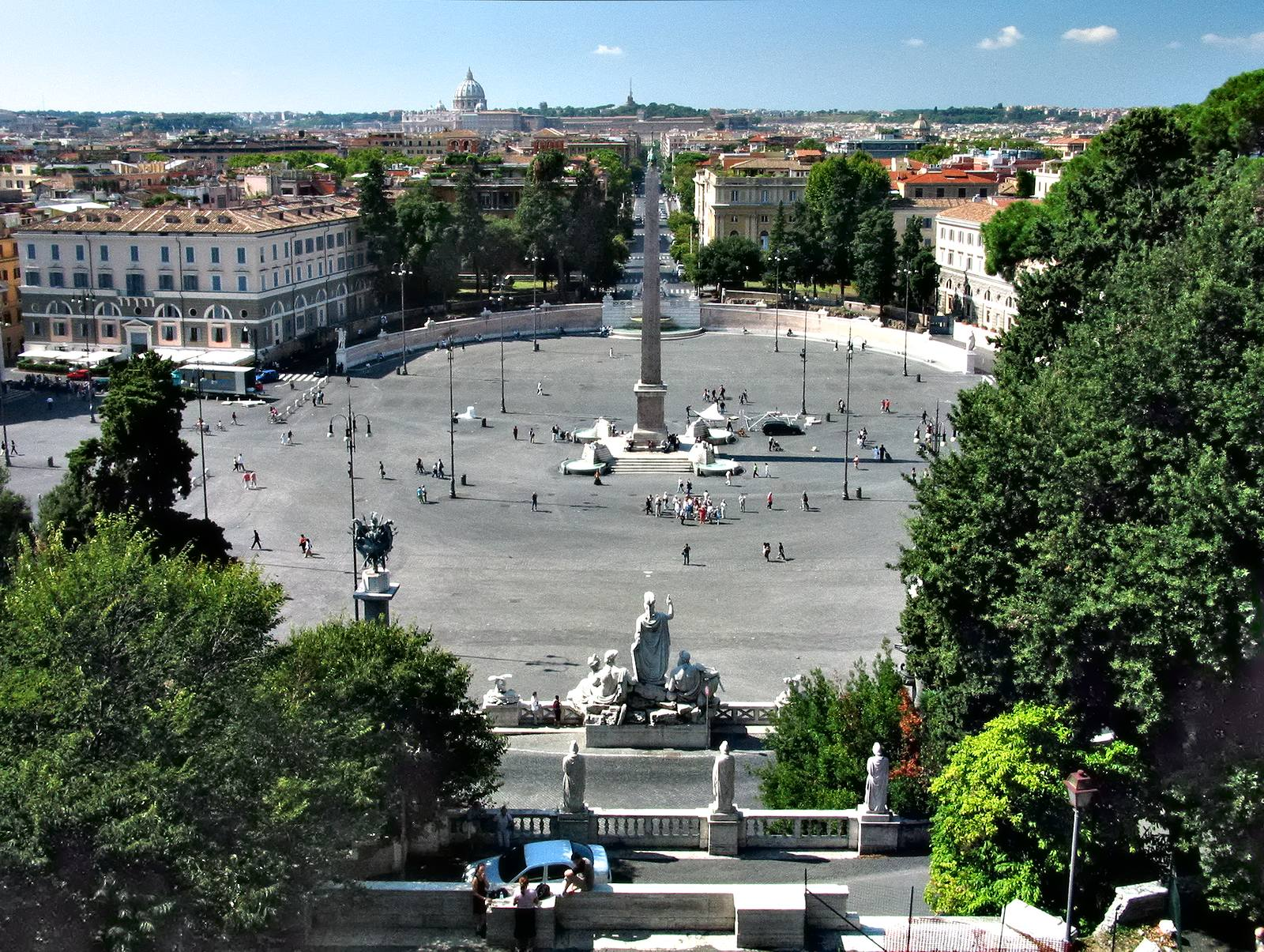
Piazza del Popolo

Von Norden kommende Reisende erreichten früher die Stadt über die Via Flamina und das Stadttor Porta del Popolo (früher Porta Flamina). Hinter der Stadtmauer passiert man linkerhand die Kirche Santa Maria del Popolo und erreicht dann die ovale Piazza del Popolo. Im Zentrum des Platzes erhebt sich einer der größten Obelisken Roms (Obelisco Flaminio), der von Brunnen und Wasser speienden Löwen umgeben ist. Von der Piazza führen strahlenförmig drei Straßen in die Stadt hinein: die Via del Babuino geht links zur Piazza di Spagna, rechts kommt man auf der Via di Ripetta zur Piazza Navona und zum Pantheon, und in der Mitte beginnt die Haupteinkaufsstraße Roms, der Corso (Via del Corso).

## Piazza di Spagna
Die Piazza di Spagna zu Füßen der Spanischen Treppe ist nach der spanischen Botschaft beim Heiligen Stuhl benannt, die sich hier befindet. Auf dem Platz befindet sich der von Pietro Bernini gebaute Brunnen Fontana della Barcaccia, der ein sinkendes Schiff darstellt.

## Piazza del Quirinale
Der Sitz des italienischen Staatspräsidenten befindet sich auf dem Quirinalshügel. Von der Piazza del Quirinale vor dem Quirinalspalast hat man eine recht gute Aussicht über die Dächer Roms. Auf dem Platz steht einer der Obelisken Roms (Obelisco del Quirinale).

## Piazza della Repubblica
Die halbrunden Arkadenbauten der Piazza della Repubblica entsprechen der Form der Exedra der Diokletiansthermen, die sich hier befanden. Der Najaden-Brunnen auf dem Platz wurde 1885 erbaut und 1900 sowie 1912 umgestaltet. Die Kirche Santa Maria degli Angeli wurde von Michelangelo in die Ruinen der Diokletiansthermen hineingebaut.

## Petersplatz

Petersplatz

Der Petersplatz (Piazza San Pietro) vor dem Petersdom ist einer der prächtigsten Plätze Roms. Bernini plante die ovale Anlage mit den Kolonnaden, die 1667 fertiggestellt wurde. Auf dem Petersplatz befindet sich der Obelisco Vaticano.

## Piazza di Porta San Giovanni
Auf der Piazza di Porta San Giovanni an der Aurelianischen Mauer in der Nähe der  Basilika San Giovanni in Laterano findet alljährlich seit 1990 zum Ersten Mai, dem Festa del lavoro, die Veranstaltung Concerto per celebrare il Primo Maggio statt, bei der 1996 um die 500.000 und 2006 rund 1,5 Mio. Besucher teilnahmen.